# Artur Wieciński
Artur Robert Wieciński (ur. 30 października 1991 w Warszawie) – polski duchowny starokatolicki. Pełnił funkcję opiekuna wspólnoty starokatolickiej Narodzenia Pańskiego w Warszawie, będącej placówką Kościoła Starokatolickiego w RP. Jest najmłodszym biskupem wśród episkopatu Kościołów chrześcijańskich w Polsce na przełomie ostatnich kilkudziesięciu lat.

## Życiorys
Artur Wieciński urodził się i wychował na warszawskiej Pradze. Sakramenty wtajemniczenia przyjął w Kościele rzymskokatolickim. W 2013 przeszedł do Kościoła Starokatolickiego w RP. Święcenia diakonatu przyjął 7 października 2013 z rąk bp Marka Kordzika w Działach Czarnowskich pod Warszawą, zaś święcenia kapłańskie przyjął 17 kwietnia 2014 również z rąk bpa Marka Kordzika w kaplicy Podwyższenia Krzyża Świętego w Łodzi. Po święceniach kapłańskich powierzono mu misję utworzenia placówki Kościoła w Warszawie i od tej pory opiekował się wyznawcami Kościoła na terenie Warszawy i okolic jako duchownym kaplicy Narodzenia Pańskiego w Warszawie. W latach 2013–2016 posługiwał również w Parafii Starokatolickiej Matki Bożej Nieustającej Pomocy w Działach Czarnowskich.

## Zwierzchnik Kościoła Starokatolickiego w Rzeczypospolitej Polskiej
W grudniu 2016 roku, w wieku 61 lat zmarł Zwierzchnik Kościoła – biskup Marek Kordzik, pozostawiając Kościół bez zwierzchnictwa. 14 stycznia 2017 r. podczas Nadzwyczajnego Synodu Kościoła Starokatolickiego podjęto uchwałę, która unieważniła wyrok Sądu Kościelnego względem ks. bp. Wojciecha Kolma, stwierdzając poważne uchybienia względem samego wyroku oraz przebiegu procesu. Jednocześnie, dokonano wyboru na Zwierzchnika Kościoła ks. Artura Wiecińskiego. W wyniku tej decyzji, oraz potwierdzonej elekcji biskupiej 22 lipca 2017 r. konsekrowano ks. Wiecińskiego na biskupa Kościoła. Konsekracja biskupia odbyła się podczas uroczystej Mszy Świętej 22 lipca 2017 r. w kaplicy Parafii pw. Zmartwychwstania Pańskiego w Wojcieszowie.

## Kryzys administracyjny Kościoła
We wrześniu 2017 roku nastąpił kryzys administracyjny w Kościele w wyniku którego powstały dwie frakcje, jedna na czele z urzędującym Zwierzchnikiem, druga, z bp. Kolmem. Po pierwszej, nieudanej próbie usunięcia bpa Wiecińskiego z urzędu (zarzucono mu złamanie tajemnicy spowiedzi – okazało się to pomówieniem), dokonano analizy prawnej statusu prawnego urzędu Zwierzchnika Kościoła, ks. bp. Artura Wiecińskiego. Część duchowieństwa wraz z bpem Kolmem poddając analizie prawnej stan faktyczny styczniowego wyboru, uznali, iż wybór jest nieważny, ze względu na zachodzący dualizm na stanowisku Zwierzchnika. Na ich prośbę prawnicy przygotowali opinię prawną, która podtrzymała przedstawione stanowisko. Wykorzystano niedopatrzenie Ojców Synodalnych obradujących w styczniu 2017 roku. Okazało się, że Synod przyjął oświadczenie bpa Wojciecha Kolma o zrzeczeniu się i nieubieganiu się o przywrócenie na Urząd Zwierzchnika Kościoła, lecz nie sporządził z tego faktu uchwały.
W czasie kryzysu administracyjnego duchowieństwo z ks. bpem Wojciechem Zdzisławem Kolmem na czele zwołało na 19 listopada 2017 r. kolejny, Nadzwyczajny Synod Kościoła. Na tymże Synodzie, bp Wojciech Zdzisław Kolm złożył oficjalnie urząd Zwierzchnika Kościoła Starokatolickiego w Rzeczypospolitej Polskiej. W tajnym głosowaniu, podczas I sesji, większością głosów, wybrany na Zwierzchnika Kościoła Starokatolickiego w Rzeczypospolitej Polskiej został ks. mgr Dariusz Majewski. Opinia prawna wraz z uchwałami ze styczniowych i listopadowych obrad Synodu została przedłożona w Ministerstwie Spraw Wewnętrznych i Administracji.
29 grudnia 2017 roku Departament Wyznań MSWiA dokonał aktualizacji rejestru Kościołów i związków wyznaniowych. W wyniku podjętej kilka miesięcy wcześniej interwencji prawnej przez bp. Wojciecha Zdzisława Kolma, MSWiA stwierdziło, że:
1. wybór ks. bp. Artura Roberta Wiecińskiego jest z mocy samego prawa nieważny, ze względu na fakt, iż w momencie podejmowania uchwały o jego wyborze, urząd Zwierzchnika Kościoła był obsadzony przez ks. bp. Wojciecha Zdzisława Kolma.
2. potwierdził stanowisko IV Nadzwyczajnego Synodu Kościoła Starokatolickiego w Rzeczypospolitej Polskiej odnośnie do ks. bp. Artura Roberta Wiecińskiego i potwierdził wybór ks. mgra Dariusza Majewskiego na urząd Zwierzchnika Kościoła Starokatolickiego w Rzeczypospolitej Polskiej.

Faktycznym pozostaje jednak, iż bp Artur Wieciński w okresie od 14 stycznia do 29 grudnia 2017 pełnił obowiązki Zwierzchnika Kościoła Starokatolickiego w Rzeczypospolitej Polskiej. Zgodzie z polskimi przepisami, reprezentacja, której w tymże czasie dokonywał, wywarła nieodwracalne skutki prawne (tworzenie i likwidacja placówek Kościoła, reprezentacja Kościoła przed urzędami państwowymi), dlatego należy uznać, iż bp Artur Wieciński pełnił obowiązki Zwierzchnika Kościoła w tym okresie, pomimo iż stwierdzono wadliwość podjętego wyboru w styczniu 2017 roku.

## Kościół Polskokatolicki w Wielkiej Brytanii
W sierpniu 2018 roku na prośbę Rady Kościoła Polskokatolickiego w Wielkiej Brytanii, stanął na czele Kościoła Polskokatolickiego w Wielkiej Brytanii, przyjmując tytuł prymasa. Funkcję tę pełnił do maja 2019 roku.